# Ulosyneda
Ulosyneda is een geslacht van vlinders van de familie spinneruilen (Erebidae), uit de onderfamilie Calpinae.

## Soorten
- U. cervina Edwards, 1882
- U. indiscreta Edwards, 1886
- U. subtermina Smith, 1900
- U. valens Edwards, 1881